# Chantal Martínez
Chantal "La Fiera" Martínez (David, Chiriquí, 28 de diciembre de 1990) es una boxeadora panameña, fue campeona en peso supergallo por la Asociación Mundial de Boxeo.

## Biografía
Martínez nació el 28 de diciembre de 1990 en David, Chiriquí. Desde temprana edad, Martínez mostró interés en el deporte, inicialmente como futbolista. Su incursión en el boxeo comenzó gracias a Orlando Aguirre, un árbitro de boxeo y sastre, quien la invitó a entrenar cuando ella tenía apenas 10 u 11 años.
En sus primeros años, Martínez vivió en condiciones humildes, lo que la motivó a utilizar sus habilidades en el boxeo para apoyar económicamente a su familia. En su primera no profesional, pelea en Paso Canoas, frontera entre Panamá y Costa Rica, donde ganó alrededor de $150 dólares, lo que le permitió ver el potencial del boxeo como una forma de sustento.

En aquel entonces vivía en una casita de madera que cuando llovía se inundaba; no teníamos energía eléctrica. El dinero que entraba a casa por medio de mi papá no alcanzaba, y para estudiar salía a la calle y me alumbraba con la luz de los postes del tendido eléctrico.

Desde muy joven, comenzó su entrenamiento en el gimnasio Pedro «Rockero» Alcázar en Curundú, Ciudad de Panamá, y debutó profesionalmente a los 15 años el 15 de julio de 2006 en el Gimnasio Municipal de Antón.

## Carrera profesional

### Inicios
En su debut, enfrentó a Carolina Álvarez de Venezuela, quien la venció por decisión unánime en tres asaltos. En la revancha, Álvarez la noqueó en el primer asalto. Martínez consiguió su primera victoria profesional el 25 de abril de 2007 contra Juseth Araúz, ganando por decisión unánime en cuatro asaltos.
Estas dos primeras peleas profesionales, la afectaron emocionalmente. Sin embargo, bajo la tutela del por entonces mánager Tilo Araúz, Martínez regresó a la Ciudad de Panamá, donde entrenó intensamente y perfeccionó sus técnicas de boxeo.
Entre 2007 y 2011, Martínez continuó consolidándose en el boxeo femenino, logrando victorias destacadas. Derrotó a varias oponentes como Kathia Montuto, Olga Julio, y Ogleidis Suárez. Su récord incluyó victorias por nocaut técnico y decisiones unánimes en peleas tanto en Panamá como en el extranjero.

### Título Mundial Supergallo AMB
En abril de 2011 se corona campeona mundial supergallo de las 122 libras (55.34 kilos) por la Asociación Mundial de Boxeo tras vencer por decisión unámine a trinitense Lisa Brown. En este combate Martínez es derribada en el octavo asalto, pero se recupera inmediatamente para finalizar los diez asaltos reglamentarios.  El puntaje de los jueces fue de 97-93, 95-94 y 95-94, todos a favor de Martínez. Martínez declaró luego de este combate "les doy gracias a Dios, a mis entrenadores que hicieron el trabajo y estoy feliz de ser campeona mundial".

### Primera defensa
En junio de 2011, en combate realizado en su natal Chiriquí, defiende su título exitosamente al vencer por nocaut técnico a la colombiana Paulina Cardona en el octavo asalto.

### Segunda defensa
En septiembre de 2011, Chantal Martínez revalida su título de campeona de la Asociación Mundial de Boxeo al vencer a la dominicana Marilyn La Cachorrita Hernández, en un combate que duró diez asaltos, llevado a cabo en la Arena Roberto Durán en la ciudad de Panamá. Fungió como árbitro en esta pelea la argentina Romina Arroyo, quien se convirtió en la primera mujer en dirigir peleas de título mundial en Argentina. Los jueces dieron la pelea por decisión unánime a Chantal Martínez: el nicaragüense Enrique Portocarrero por 98-92, el peruano Danilo Dongo por 98-94 y la estadounidense Carla Caíz por 96-94.
En 2012, pierde su título frente a Jackie Nava. A pesar de los altibajos en su carrera, obtuvo el campeonato pluma de la Fedelatin en 2016 tras vencer a Paulina Cardona.
Martínez ha sido una defensora del boxeo en las provincias de Panamá, subrayando la necesidad de mayor apoyo gubernamental para el desarrollo de gimnasios y programas de entrenamiento para jóvenes. Según ella, en todas las provincias hay talento, pero falta infraestructura y recursos para que los futuros atletas puedan prosperar.

## Vida personal
Martínez es reconocida por ser la primera deportista en Panamá en hablar abiertamente sobre su orientación sexual. Desde joven, Chantal tuvo claro que era lesbiana y siempre abordó este aspecto de su vida con naturalidad. A pesar de los prejuicios sociales, ha contado con el apoyo de su familia, aunque al principio fue difícil para su madre aceptarlo. Martínez defiende el derecho a ser feliz sin importar la orientación sexual y rechaza las etiquetas, abogando por el respeto y la aceptación en la sociedad y el deporte.

## Récord Profesional
| 21 Ganadas (8 knockouts), 8 Derrotas(1 knockouts), 0 Empates |        |                      |      |              |            |                                                    |                                                                                            |
| Res.                                                         | Récord | Oponente             | Tipo | Round Tiempo | Fecha      | Lugar                                              | Notas                                                                                      |
| G                                                            | 21-8   | Sara Anti Gabriel    | UD   | 6 (6)        | 2023-08-26 | Chiriquí Mall, David, Panamá                       |                                                                                            |
| G                                                            | 20-8   | Mónica Henao         | MD   | 8 (8)        | 2022-03-11 | Majestic Casino, Panamá, Panamá                    |                                                                                            |
| P                                                            | 19-8   | Claudia Muñoz        | MD   | 6 (6)        | 2017-02-11 | Centro Recreacional Yesterday, Turmero, Venezuela  |                                                                                            |
| G                                                            | 19-7   | Paulina Cardona      | RTD  | 3 (8)        | 2016-12-03 | Palacio Dorado, Panamá, Panamá                     | Gana el Título Fedelatin Pluma AMB                                                         |
| P                                                            | 18-7   | Liliana Palmera      | UD   | 10 (10)      | 2015-08-07 | Coliseo El Cangrejo, San Antero, Colombia          | Por el Título Mundial Interino Supergallo AMB                                              |
| P                                                            | 18-6   | Alicia Ashley        | UD   | 10 (10)      | 2013-04-20 | Arena Roberto Duran, Juan Díaz, Panamá             | Por el Título Mundial Supergallo CMB                                                       |
| G                                                            | 18-5   | Migdalia Asprilla    | UD   | 10 (10)      | 2012-12-02 | Gimnasio Los Naranjos, Boquete, Panamá             |                                                                                            |
| G                                                            | 17-5   | María Andrea Miranda | KO   | 2 (10)       | 2012-09-29 | Gimnasio Los Naranjos, Boquete, Panamá             |                                                                                            |
| G                                                            | 16-5   | Calista Silgado      | UD   | 8 (8)        | 2012-06-16 | Gimnasio Los Naranjos, Boquete, Panamá             |                                                                                            |
| P                                                            | 15-5   | Jackie Nava          | UD   | 10 (10)      | 2012-01-28 | Auditorio Fausto Gutiérrez Moreno, Tijuana, México | Pierde el Título Mundial Supergallo AMB                                                    |
| G                                                            | 15-4   | Marilyn Hernández    | TKO  | 8 (10)       | 2011-09-08 | Arena Roberto Duran, Juan Díaz, Panamá             | Retiene el Título Mundial Supergallo AMB                                                   |
| G                                                            | 14-4   | Paulina Cardona      | TKO  | 8 (10)       | 2011-07-02 | Feria de San José, David, Panamá                   | Retiene el Título Mundial Supergallo AMB                                                   |
| G                                                            | 13-4   | Lisa Brown           | UD   | 10 (10)      | 2011-04-02 | Arena Roberto Duran, Juan Díaz, Panamá             | Gana el Título Mundial Supergallo AMB                                                      |
| G                                                            | 12-4   | Ángela Marciales     | TKO  | 6 (8)        | 2011-02-10 | Centro de Convenciones Atlapa, Panamá, Panamá      |                                                                                            |
| G                                                            | 11-4   | Ogleidis Suárez      | TKO  | 5 (9)        | 2010-10-02 | Arena Roberto Duran, Juan Díaz, Panamá             | Gana el Título Fedefem Supergallo AMB y eliminatoria para el Título Mundial Supergallo AMB |
| G                                                            | 10-4   | Paola Esther Herrera | TKO  | 1 (8)        | 2010-08-14 | Arena Roberto Duran, Juan Díaz, Panamá             |                                                                                            |
| G                                                            | 9-4    | María Andrea Miranda | TKO  | 6 (8)        | 2010-04-22 | Arena Roberto Duran, Juan Díaz, Panamá             |                                                                                            |
| P                                                            | 8-4    | Jackie Nava          | UD   | 10 (10)      | 2010-01-30 | Restaurante Arroyo, Ciudad de México, México       | Por el Título Mundial Interino Supergallo CMB                                              |
| G                                                            | 8-3    | Ogleidis Suárez      | SD   | 7 (7)        | 2009-07-21 | Centro de Convenciones Atlapa, Panamá, Panamá      |                                                                                            |
| P                                                            | 7-3    | Irma Sánchez         | UD   | 10 (10)      | 2008-12-06 | Palenque Calle 2, Zapopan, México                  |                                                                                            |
| G                                                            | 7-2    | Mónica Acosta Siris  | UD   | 6 (6)        | 2008-10-18 | Gimnasio La Basita, David, Panamá                  |                                                                                            |
| G                                                            | 6-2    | Kathia Montuto       | KO   | 3 (4)        | 2008-08-30 | Gimnasio La Basita, David, Panamá                  |                                                                                            |
| G                                                            | 5-2    | Olga Julio           | UD   | 6 (6)        | 2008-06-14 | La Candelaria, Panamá                              |                                                                                            |
| G                                                            | 4-2    | Kathia Montuto       | UD   | 4 (4)        | 2008-03-27 | Centro de Convenciones Atlapa, Panamá, Panamá      |                                                                                            |
| G                                                            | 3-2    | Kathia Montuto       | UD   | 4 (4)        | 2007-10-27 | Centro Recreativo del Educador, Penonomé, Panamá   |                                                                                            |
| G                                                            | 2-2    | Kathia Montuto       | UD   | 4 (4)        | 2007-09-08 | Gimnasio del Club de Leones, El Marañón, Panamá    |                                                                                            |
| G                                                            | 1-2    | Juseth Arauz         | UD   | 4 (4)        | 2007-04-25 | Centro de Convenciones Atlapa, Panamá, Panamá      |                                                                                            |
| P                                                            | 0-2    | Carolina Álvarez     | KO   | 1 (8)        | 2006-12-29 | Gimnasio Municipal, Antón, Panamá                  |                                                                                            |
| P                                                            | 0-1    | Carolina Álvarez     | UD   | 3 (3)        | 2006-07-15 | Gimnasio Municipal, Antón, Panamá                  |                                                                                            |